# Tani Oluwaseyi
Tani Oluwaseyi, né le 15 mai 2000 à Abuja au Nigeria, est un joueur international canadien de soccer. Il joue au poste d'attaquant au Minnesota United. Il possède également la nationalité nigériane.

## Biographie

### Jeunesse et formation
Tani Oluwaseyi grandit à Mississauga, mais il naît à Abuja, au Nigeria,. Il commence à jouer au football dès l'âge de cinq ans,,. Il arrive au Canada avec sa famille en 2010, à l'âge de dix ans,,.
Puis, ses aptitudes ont attiré l'attention de Ron Davidson — entraîneur local de longue date — et il n'a pas tardé à s'épanouir dans le programme de l'académie GPS et à aider son école — l'école secondaire catholique Sainte-Jeanne-d'Arc (en) — à dominer la compétition provinciale,,. Il effectue également un essai avec l'équipe anglaise du Huddersfield Town, à l’âge de 18 ans.

### Parcours universitaire
Il joue ensuite au soccer au niveau universitaire à l'université Saint John, entre 2018 et 2021. Le 24 août 2018, il fait ses débuts collégiaux, lors d'une défaite face aux Gauchos de l'UC Santa Barbara. Deux jours plus tard, il inscrit un but et donne une passe décisive face aux Lions de Loyola Marymount. Le match suivant, il inscrit de nouveau un but et délivre également une passe décisive face aux Stags de Fairfield. Après un très bon match contre Fairfield, il figure au tableau d'honneur hebdomadaire le 3 septembre. À la fin de la saison, il est nommé dans l'équipe-type freshman de la conférence Big East.
Le 4 octobre 2019, lors de la saison suivante, il inscrit son premier doublé face aux Golden Eagles de Marquette. Trois jours plus tard, il est nommé joueur offensif de la semaine de la conférence Big East,. À la fin de la saison régulière, il est nommé dans la première équipe-type, puis élu meilleur joueur offensif de l'année de la conférence Big East le 11 novembre,. Lors de la demi-finale du tournoi du Big East (en) face aux Friars de Providence, il inscrit son onzième but de la saison. Il est également nommé dans l'équipe-type du tournoi,.
La saison 2020 est reportée au printemps 2021, en raison de la pandémie de Covid-19. Début février, il est nommé dans l'équipe-type de présaison de la conférence Big East. Le 23 février, il inscrit un doublé et délivre une passe décisive face aux Seawolves de Stony Brook. Puis, le 14 mars il est nommé dans la première équipe-type de la conférence Big East pour la deuxième fois de sa carrière.
Il a subi une intervention chirurgicale après s'être disloqué la rotule gauche en juin, alors qu'il jouait pour Manhattan SC (en) en USL League Two,. Il est annoncé par la suite qu'il sera indisponible pour toute la saison d'automne. Cependant, il dispute deux matchs en fin de saison,,. En 49 rencontres, Tani Oluwaseyi inscrit 20 buts et 10 passes décisives avec le Red Storm de Saint John,.

### Parcours en club

#### Débuts à Minnesota United (2022-2023)
La Major League Soccer annonce le 6 janvier 2022 que Tani Oluwaseyi est éligible pour le repêchage,,. Le 11 janvier, il est sélectionné par Minnesota United lors du premier tour — dix-septième choix au total,. Il signe son premier contrat professionnel avec les Loons le 25 février. Il signe un contrat garanti jusqu'à la fin de la saison 2022, puis trois années en option. Il intègre dans un premier temps l'équipe réserve du club. Cependant, il a manqué une grande partie de la saison en raison d'une blessure,,. Le 14 novembre, le club annonce que son contrat est renouvelé.
Le 25 février 2023, il prend part à son premier match en Major League Soccer en entrant à la fin de la seconde mi-temps, face au FC Dallas,.

#### Prêt concluant à San Antonio FC (2023)
Le 27 avril 2023, il est prêté à San Antonio FC afin de poursuivre sa progression,. Il fait ses débuts pour San Antonio en USL Championship le 7 mai, en tant que remplaçant face aux Lights de Las Vegas. Il a également marqué le but de la victoire en fin de match. Il prend part à son premier match en tant que titulaire, le 13 mai, face au Battery de Charleston. Au cours de ce match, il marque également un triplé et délivre deux passes décisives. Puis, il est nommé dans l'équipe-type de la semaine 10. Il est devenu le deuxième joueur à inscrire trois buts et délivre deux passes décisives dans un même match, après Kevin Molino en 2014.
Le 7 juillet 2023, sur le terrain du Memphis 901 FC, il inscrit son deuxième triplé de la saison — portant son total à 9 buts en championnat. Quelques jours plus tard, il est nommé joueur de la semaine. Il inscrit un quadruplé contre l'Athletic de Hartford, le 29 juillet. À la suite de ce match, il est également élu joueur de la semaine. Il devient le deuxième joueur de l'histoire de la USL Championship à réaliser trois coups du chapeau en une saison, après Matthew Fondy (en) en 2015,. Ce dernier est élu joueur du mois de juillet.
Le 14 octobre 2023, lors du dernier match de la saison régulière, il inscrit un but contre l'Eleven d'Indy. Il inscrit un total de 17 buts en championnat, terminant troisième meilleur buteur à trois unités d'Albert Dikwa. Il est devenu le joueur ayant inscrit le plus de buts sur une saison avec le club texan — dépassant le record de 13 buts de Nathan Fogaça (en),,. Il est nommé sur la deuxième équipe d'étoile de la USL Championship le 7 novembre.

#### Retour à Minnesota United (depuis 2024)
Le 1er décembre 2023, les Loons annoncent que son contrat est renouvelé. Le 24 février 2024, il entre en jeu contre Austin FC et délivre sa première passe décisive en Major League Soccer pour Alejandro Bran (en),. Une semaine plus tard, il inscrit son premier but en Major League Soccer face au Crew de Columbus. Entré en jeu, il inscrit le but égalisateur dans les arrêts de jeu,. Après une autre apparition en tant que remplaçant, il inscrit le but de l'égalisation face au Real Salt Lake — le 6 avril — dans les arrêts de jeu,. 
Lors de sa première titularisation en Major League Soccer, le 21 avril 2024, il marque un but contre Charlotte FC. Une semaine plus tard, il inscrit un nouveau but face au Sporting Kansas City, puis contre Atlanta United le match d'après. À son retour de la Copa América, il inscrit son huitième but de la saison face à D.C. United. Le 30 juillet, il se blesse au début de la deuxième mi-temps du match face au Club Necaxa et le rend indisponible pour une durée de trois à cinq semaines.

### Parcours en sélection
Possédant à la fois la nationalité canadienne et nigériane, Tani Oluwaseyi est éligible pour la sélection du Canada mais aussi pour le Nigeria au niveau international,,.
Le 3 juin 2024, il est convoqué pour la première fois en équipe du Canada par le sélectionneur Jesse Marsch pour participer à deux matchs amicaux, contre les Pays-Bas puis face à la France, — au coté notamment de son coéquipier Dayne St. Clair. Le 9 juin, il honore sa première sélection en entrant en cours de jeu — à la place d'Ismaël Koné — contre la France,.
Le 15 juin 2024, il est retenu dans la liste des vingt-six joueurs canadiens sélectionnés par Jesse Marsch pour disputer la Copa América 2024,. Le 29 juin, opposée au Chili — lors du troisième match de poules — il inscrit le but victorieux dans les arrêts de jeu, mais son but est refusé pour cause de hors-jeu. Malgré le match nul, le Canada s'est qualifié pour les quarts de finale. Le 13 juillet, il est titularisé pour la première fois en sélection face à l'Uruguay, lors du match pour la troisième place.

## Statistiques

### Statistiques en club
| Saison                | Club                  | Championnat           | Championnat | Championnat | Championnat | Coupe(s) nationale(s) | Coupe(s) nationale(s) | Coupe(s) nationale(s) | Compétition(s) continentale(s) | Compétition(s) continentale(s) | Compétition(s) continentale(s) | Compétition(s) continentale(s) | Séries | Séries | Séries | Canada | Canada | Canada | Total | Total | Total |
| Saison                | Club                  | Division              | M.          | B.          | P.d.        | M.                    | B.                    | P.d.                  | Comp.                          | M.                             | B.                             | P.d.                           | M.     | B.     | P.d.   | M.     | B.     | P.d.   | M.    | B.    | P.d.  |
| 2022                  | Minnesota United      | MLS                   | -           | -           | -           | -                     | -                     | -                     | -                              | -                              | -                              | -                              | -      | -      | -      | -      | -      | -      | 0     | 0     | 0     |
| 2023                  | Minnesota United      | MLS                   | 2           | 0           | 0           | 1                     | 0                     | 0                     | -                              | -                              | -                              | -                              | -      | -      | -      | -      | -      | -      | 3     | 0     | 0     |
| 2024                  | Minnesota United      | MLS                   | 25          | 8           | 5           | -                     | -                     | -                     | LC                             | 2                              | 0                              | 0                              | 3      | 0      | 0      | 9      | 0      | 0      | 39    | 8     | 5     |
| 2025                  | Minnesota United      | MLS                   | 16          | 8           | 5           | 1                     | 0                     | 0                     | -                              | -                              | -                              | -                              | -      | -      | -      | 6      | 2      | 1      | 23    | 10    | 6     |
| Sous-total            | Sous-total            | Sous-total            | 43          | 16          | 10          | 1                     | 0                     | 0                     | -                              | 2                              | 0                              | 0                              | 3      | 0      | 0      | 15     | 2      | 1      | 64    | 18    | 11    |
| 2023                  | San Antonio FC (prêt) | USLC                  | 25          | 17          | 6           | -                     | -                     | -                     | -                              | -                              | -                              | -                              | 2      | 1      | 0      | -      | -      | -      | 27    | 18    | 6     |
| Total sur la carrière | Total sur la carrière | Total sur la carrière | 68          | 33          | 16          | 1                     | 0                     | 0                     | -                              | 2                              | 0                              | 0                              | 5      | 1      | 0      | 14     | 2      | 1      | 90    | 36    | 17    |